# ギーセン行政管区
ギーセン行政管区（またはギーセン県、Regierungsbezirk Gießen）は、ドイツ連邦共和国のヘッセン州を構成する行政管区の一つ。
ヘッセン州は3つの行政管区によって構成されている。そのうち、ギーセン行政管区は州中部に位置している。
ギーセン行政管区を構成する郡は以下の通り。
1. ラーン＝ディル郡（Lahn-Dill-Kreis）
2. ギーセン郡（Landkreis Gießen）
3. リムブルク＝ヴァイルブルク郡（Landkreis Limburg-Weilburg）
4. マールブルク＝ビーデンコプフ郡（Landkreis Marburg-Biedenkopf）
5. フォーゲルスベルク郡（Vogelsbergkreis）

ギーセン行政管区には郡独立市は存在しないが、人口5万人以上の特別市が存在する。
1. ギーセン（Gießen）（ギーセン郡）
2. マールブルク（Marburg）（マールブルク＝ビーデンコプフ郡）
3. ヴェッツラー（Wetzlar）（ラーン＝ディル郡）